# کنساکو کیشیدا
کنساکو کیشیدا (انگلیسی: Kensaku Kishida؛ زادهٔ ۸ نوامبر ۱۹۷۸) بازیگر، سرگرم‌کننده اهل ژاپن است.